# Skovens Dag
Skovens Dag eller Den Internationale Skovens Dag er en FN-temadag der finder sted hvert år d. 21. marts for at sætte fokus på skov, skovbrug og skovrydning.
Dagen blev først formelt vedtaget som international dag i 2012 og holdt første gang 21. marts 2013.

## Dansk Skovens Dag
Siden 2000 har man i Danmark afholdt Skovens Dag (uden relation til FN) den første søndag i maj. Det er resultatet af et samarbejde mellem Skovforeningen, Natturstyrelsen og flere andre organisationer.
I 2013 og 2014 deltog Naturstyrelsen dog ikke og der var derfor næsten ikke nogen arrangementer i statsskovene.
Den særlige danske "Skovens dag" blev sidste gang afholdt i 2018.